# Saint-Saury
Saint-Saury település Franciaországban, Cantal megyében. Lakosainak száma 178 fő (2022. január 1.). Saint-Saury Glénat, Parlan, Roumégoux, Siran, Labastide-du-Haut-Mont és Sousceyrac-en-Quercy községekkel határos.

## Népesség
A település népessége az elmúlt években az alábbi módon változott:
| Lakosok száma | 314  | 250  | 221  | 199  | 198  | 194  | 185  | 178  | 174  | 178  |
|               | 1968 | 1982 | 1990 | 2006 | 2013 | 2015 | 2017 | 2019 | 2020 | 2022 |